# Rosa Cazurro i Marcó
Rosa Cazurro i Marcó (Barcelona, 11 de gener de 1857 - Barcelona, 14 d'abril de 1936) va ser una actriu catalana que estrenà moltes obres de Frederic Soler.

## Biografia
Rosa Cazurro va néixer a la Rambla de Santa Mònica de Barcelona, filla de l'actor i director Andreu Cazurro i Terrats (1827-1896), natural de Barcelona, i de Teresa Marcó i Martí (1827-1915), natural de Reus. Fou batejada a la Catedral de Barcelona l'endemà, el 12 de gener.
Segons ella explicava en una entrevista concedida el gener de 1917, un dia se li va oferir substituir al Teatre Odeón de Barcelona una amiga que feia un paper de l'obra La sabateta al balcó, de Frederic Soler. El dramaturg quedà molt satisfet i li va escriure l'obra La bala de vidre, que es va estrenar la nit del 7 d'octubre de 1869, amb la intervenció de Rosa Cazurro en el paper d'Enriqueta.
El seu nom apareix en la companyia dramàtica (no pas la lírica) del Gran Teatre del Liceu per a la temporada 1871-1872, sent director de la companyia i primer actor Joaquim Garcia-Parreño. El 28 d'octubre de 1872 va estrenar La dida, de Serafí Pitarra, al Teatre Romea. L'any 1873 actuà al Teatre Romea de Barcelona, interpretant Lo rector de Vallfogona, de Frederic Soler, una obra sobre la vida del poeta Francesc Vicent Garcia i Ferrandis. Aquell mateix any actuà en la temporada d'estiu al Teatre Novedades de Barcelona, amb la companyia del Teatro Español de Madrid, encapçalada per l'actriu Teodora Lamadrid i l'actor Antonio Vico, quea a més el director d'escena. L'any 1874 apareix interpretant L'àngel de la guarda, una altra obra de Serafí Pitarra. L'abril de 1875 l'obra amb la qual apareix als diaris és Lo ferrer de tall, al Teatre Romea, també de Serafí Pitarra, que s'havia estrenat just feia un any, el 16 d'abril de 1874 al mateix teatre amb ella fent un paper masculí, el del Manxaire. El 28 de setembre d'aquell any estrenà l'obra Dones! de Josep Maria Arnau al Romea. La seva aparició als diaris correspon a l'any 1876, en una producció del mes de març amb Lo ferrer de tall i Lo jardí del general, ambdues de Serafí Pitarra. La seva darrera actuació va tenir lloc el 7 de març de 1878 amb La mà freda, original de Francesc d'Assís Ubach i Vinyeta, estrenada al teatre Romea, en el paper de Socors.
Es va casar amb Cristòfol Trays i Urgellés l'11 de juny de 1878, i es retirà dels escenaris. Cristòfor Trays morí el 18 d'agost de 1926. Rosa Cazurro va morir sense fills l'any 1936.
Era cosina del fotògraf i empresari tèxtil Ramon Puig i Marcó, fill de Clara Marcó i Martí, germana de la mare de Rosa.